# Hy Heath
Walter Henry („Hy“) Heath (* 9. Juli 1890 in Oakville, Tennessee, Vereinigte Staaten; † 3. April 1965 in Los Angeles, Kalifornien, Vereinigte Staaten) war ein US-amerikanischer Liederkomponist, Unterhaltungskünstler und Autor.

## Leben
Hy Heath unterrichtete ursprünglich an öffentlichen Schulen. Später trat er in Musiktheatern, Varietés, und Burlesque-Shows auf und war außerdem Minnesänger. Zu seinen wichtigsten musikalischen Wegbegleitern zählten Johnny Lange und Fred Rose. Bekannt wurde er vor allem mit dem Lied Mule Train, das er 1948 schrieb. Das Songwriter-Team Glickman (1903–1981), Heath und Johnny Lange schrieben Mule Train für den Western Rauchende Pistolen (Originaltitel: Singing Guns, 1950, Regie: R. G. Springsteen), mit Vaughn Monroe, Ella Raines und Walter Brennan in den Hauptrollen. Das Lied erhielt 1951 eine Oscar-Nominierung in der Kategorie Bester Song.  Die ersten beiden Zeilen des Liedes lauten: Mule train, yeah, yeah. Mule train: clippetty-clopping over hill and plain.
Hy Heath starb am 3. April  1965 im Alter von 74 Jahren.

## Werke (Auswahl)
- Somebody Bigger Than You and I
- There'll Be No New Tunes on This Old Piano
- The Little Red Fox
- Loaded Pistols
- Uncle Remus
- The Covered Wagon Rolled Right Along
- Benny the Beaver
- Deacon Jones
- Every Hour, Every Day
- Take These Chains From My Heart
- Be Goody Good Good to Me
- I'll Never Stand In Your Way
- Faithless Johnny Lee
- Run Boy!
- I Gave My Wedding Dress Away
- Jole John
- Heartless Romance
- When Johnny Toots His Horn